# Spanska sjukan i Sverige
Spanska sjukan var en influensapandemi som slog hårt mot stora delar av världen, däribland Sverige. Under den mer aggressiva influensavågen, från den 1 juli 1918 till den 30 juni 1919, avled ungefär 0,6 % av Sveriges 5,8 miljoner invånare. Det totala antalet dödsoffer på grund av sjukdomen i Sverige var sannolikt drygt 38 000. Sjukdomen kom till Sverige från flera närliggande länder som ett resultat av den pågående globala smittspridningen. Trots spanska sjukans förödande effekter på det svenska samhället, som kan föra tankarna till såväl digerdöden som den justinianska pesten, har den inte kommit att ta en stor plats i historieskrivningen i Sverige.

## Epidemins spridning
Den 5 juli 1918 meddelade svenska tidningar att epidemin som fått benämningen spanska sjukan hade nått södra Sverige. Det noterades att det redan hade anlänt ett antal sjuka från Tyskland, där epidemin var utbredd över hela landet. Den 6 juli kom nya uppgifter om ytterligare spridningsvägar, denna gång hade sjukan förts till Göteborg med det engelska ångfartyget Thorsten. Det första stora utbrottet skedde i Hyllinge i Skåne, vid en stenkolsgruva ägd av Höganäs-Billesholms AB, med ett femtiotal insjuknade.
Det tog endast ett par veckor för influensan att sprida sig över hela Sverige med sjukdomsfall rapporterade från Arvika, Luleå och Boden den 9 juli. Utöver detta fick sjukdomen fäste i Stockholm den 20 juli där den tydligaste effekten märktes hos Svea artilleriregemente, Svea livgarde, Göta livgarde och flottan med ett stort antal sjukdomsfall.

## Epidemiberedskapen

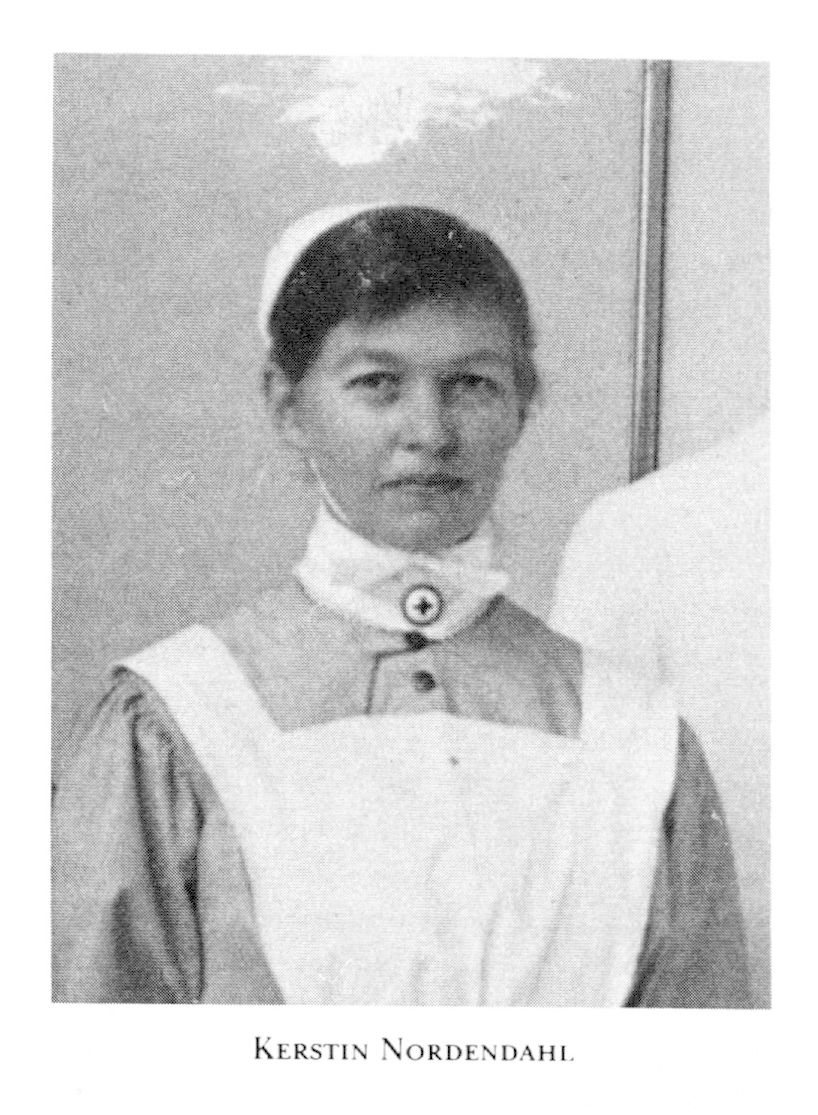
Kerstin Nordendahl.

Provinsialläkaren Aurelius telegram till Medicinalstyrelsen 1918

Det övergripande ansvaret gällande hälso- och sjukvård i Sverige låg hos Medicinalstyrelsen. Styrelsens viktigaste uppgift var att förhindra ytterligare spridning av smittsamma sjukdomar, vilket bland annat sköttes via övervakning och inspektion av inkommande fartyg från epidemismittade städer. Utöver detta var det även obligatoriskt för varje läns förste provinsialläkare att lämna halvmånadsrapporter för att kunna kartlägga epidemiers spridning och förekomst. Det lokala ansvaret låg hos hälsovårdsnämnder i städer och kommunalnämnder på landsbygden. Dessa nämnder skulle övervaka epidemisjukvården och se till att dess kapacitet motsvarade behovet, samt underrätta respektive landshövding vid svårare utbrott då onödiga folksamlingar skulle undvikas.
I den svenska epidemistadgan ålades städer och landskommuner att förbättra epidemisjukhusen och isoleringslokalerna. Utvecklingen gick dock trögt och trots en liten uppryckning under koleraepidemin 1892, inleddes inte någon större insats förrän 1910. 1918 fanns det dryga 6 000 platser på epidemisjukhus runtom i landet − ett otillräckligt antal för att behandla en pandemi med så stor omfattning som spanska sjukan. Utöver detta omfattades inte influensa av den epidemilagstiftning som fanns under 1918 samt 1919, vilket gjorde det svårt för patienter som led av spanska sjukan att ta del av den beredskap som redan fanns uppbyggd.
Under epidemin märktes ett stort behov av sjuksköterskor och distriktssjuksköterskor. År 1917 fanns det cirka 2 500 sjuksköterskor inom svensk sjukvård, varav 1 700 var offentligt anställda och 800 privata. Antalet distriktssjuksköterskor år 1914 var mindre än 500 och ökade i samband med sjukvårdsreformen år 1920 där begreppet distriktssjuksköterska definierades och en statlig skola inrättades. Behovet uppskattades vara tre gånger så stort som antalet tillgängliga distriktssjuksköterskor, en konsekvens av att distriktsvård var just den typ av sjukvård som var mest efterfrågad under epidemins utbrott 1918. En nyckelperson i grundandet av den statliga distriktssköterskeskolan och den formella etableringen av yrket var Kerstin Nordendahl, föreståndarinna och sjuksköterskeinspektris för utbildningen.

## Spanska sjukan på regementen

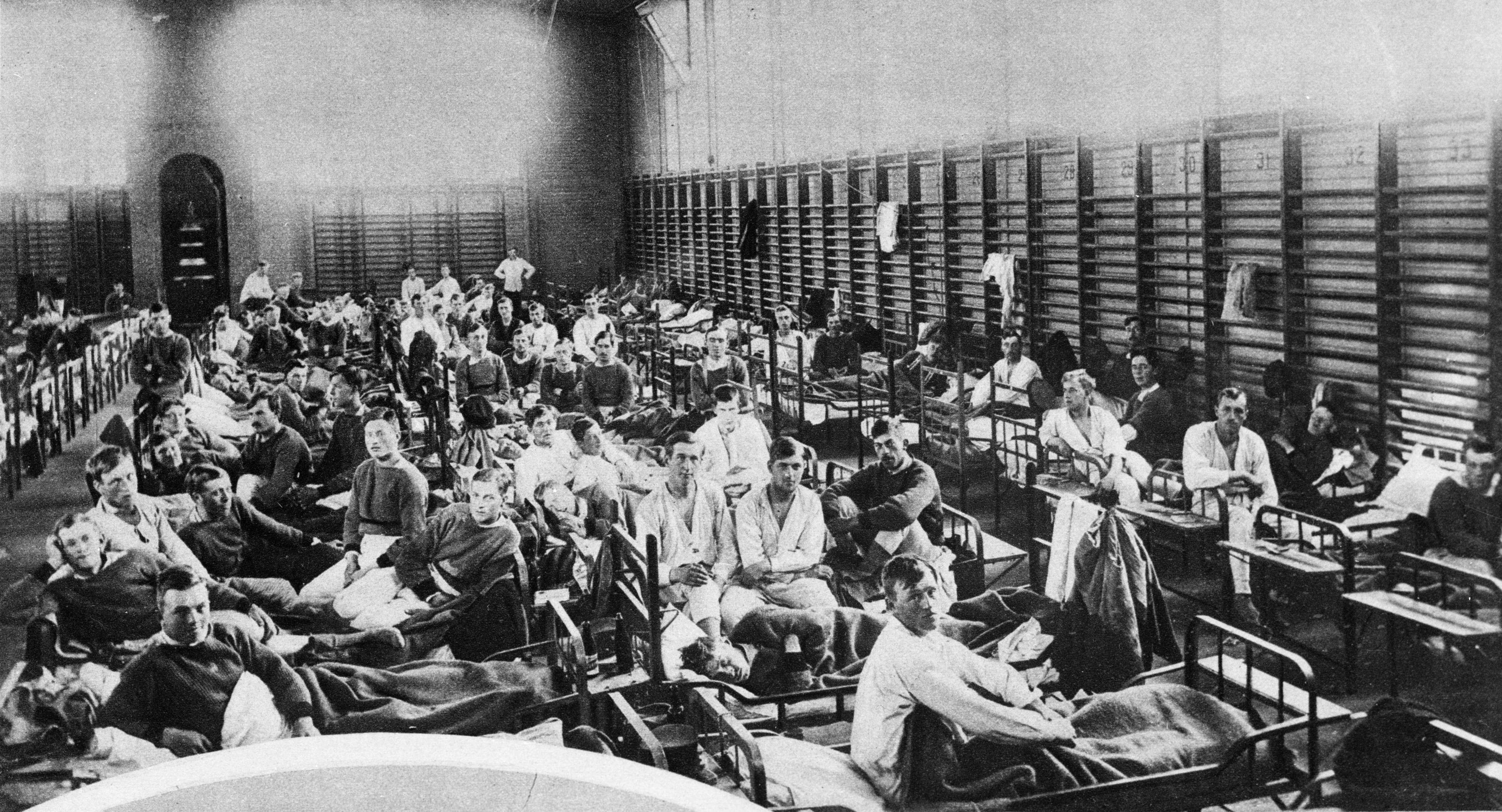
Insjuknade i spanska sjukan i gymnastiksal vid regemente i Boden. Ur Vecko-Journalens praktupplaga 1918

Sverige var ett neutralt land i det första världskriget, men runt 100 000 unga män var ändå inkallade och inhystes i hastigt uppförda militärkaserner. De kom att bli både bland de tidigast och hårdast drabbade när Spanska sjukan skördade offer från alla kategorier, värst utsatta var de som inkallats till repetitionsövning hösten 1918.

### Västmanlands regemente
Västmanlands regemente var ett av dem som drabbades hårdast av spanska sjukan med 88 dödsoffer under en månad. Den höga siffran berodde på att de drabbade lades in på öppna avdelningar, där de sedan spred sjukdomen vidare till sina medpatienter.

### Gotlands infanteriregemente
På Gotlands infanteriregemente insjuknade 720 personer, varav 4 dog. Det jämförelsevis låga dödstalet kan förklaras av att man utökade den så kallade luftkuben (den öppna ytan) med 15 kubikmeter och med ett maximalt antal på 14 man per sovsal. Utöver detta införde man ett minimiavstånd på 1 meter mellan sängar och permissionsförbud till de socknar som var värst drabbade.

### Dalregementet
På Dalregementet dog endast två personer av de 800 insjuknade. Denna låga dödssiffra berodde på att de smittade skickades hem för att undvika spridning av epidemin på regementet. Utöver detta isolerades de sjuka från resten av regementet, vilket ytterligare bidrog till att minska antalet dödsfall.

### Östersunds garnison
Till Östersund kom sjukdomen i slutet av juli 1918. Östersund hade vid den tiden två regementen och en flygflottilj. På Norrlands artilleriregemente (A 4) var den första som avled Per Näs, 23 år. 26 andra soldater på A 4 avled senare. På Jämtlands fältjägarregemente avled totalt tre personer. 

## Statistik
Epidemins spridning och sjuklighet var relativt väldokumenterad under åren då den härjade i Sverige. Statistiken har dock varierande trovärdighet, då det fanns en rad komplikationer som ledde till tvivelaktiga och diffusa resultat. Bland annat rubricerades ofta spanska sjukan som vanlig influensa och blev därmed inte inräknad i den officiella statistiken.                
Enligt Medicinalstyrelsen var det totalt 516 013 fall av influensa åren 1918−1919.
Antalet dödsfall i spanska sjukan 1918−1919, enligt Statistiska centralbyrån och Medicinalstyrelsen:
| År       | Medicinalstyrelsen | SCB                                              |
| 1918     | 18349              | (Bevisliga) 22968 (Bevisliga + sannolika): 27369 |
| 1919     | 2276               | (Bevisliga) 5954 (Bevisliga + sannolika) 7341    |
| Totalt : | 20625              | (Bevisliga) 28922 (Bevisliga + sannolika): 34720 |

## Den allmänna debatten

### Debatten inom läkarkåren

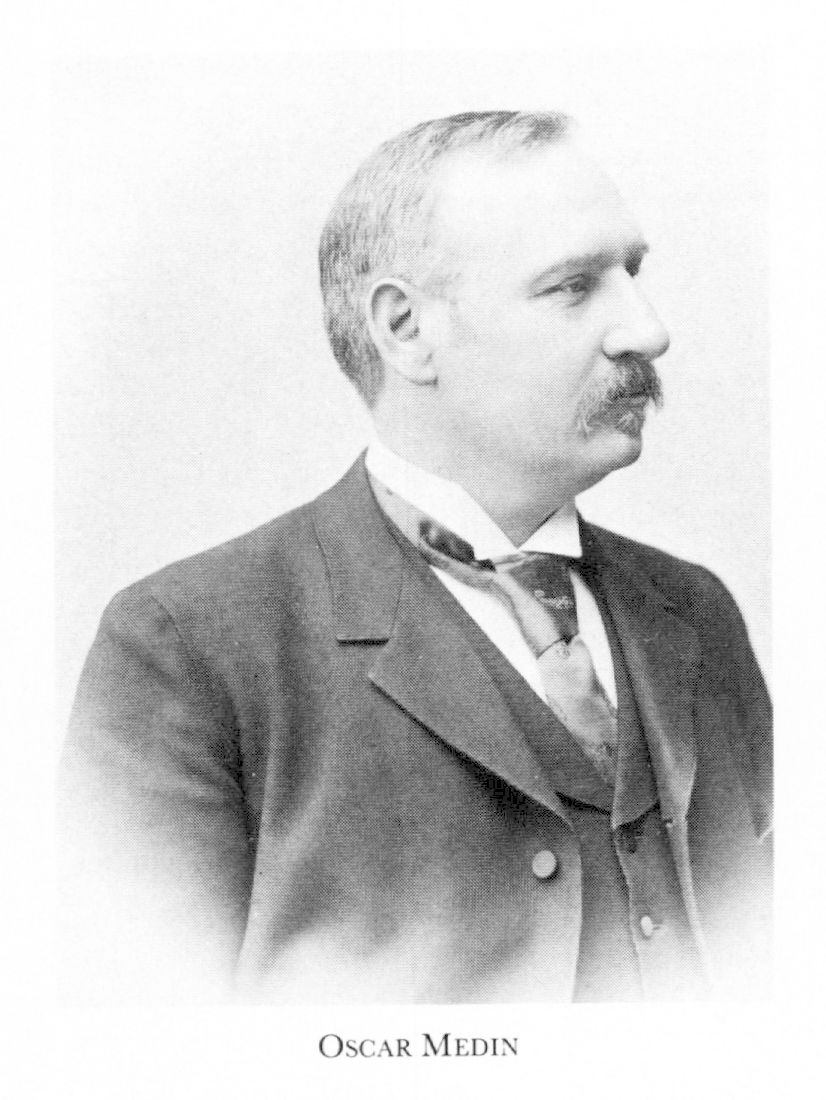
Oskar Medin.

Spanska sjukan var ett omdiskuterat ämne inom svensk politik och det fanns en rad uppfattningar om hur epidemin skulle hindras. En av de starkaste rösterna vid epidemins utbrott var Svenska Läkaresällskapet. Sällskapet var en respekterad sammanslutning läkare med över 100 års erfarenhet och deras uttalanden publicerades snabbt av pressen. En av nyckelpersonerna inom sällskapet var Arnold Josefson, överläkare vid provisoriska sjukhuset i Stockholm. Han hade tidigare gjort sig känd för sina publiceringar och bidrag till kampen mot tuberkulos. Josefson framförde en rad frågor som rörde den praktiska bekämpningen av epidemin, som förlängningen av skolornas sommarlov, uppmaningen att smittade skulle hålla sig borta från friska i den mån som gick och att värnpliktiga befriades från exercis i minst en vecka. Utöver dessa förslag riktade han även kritik mot Medicinalstyrelsens "nihilistiska" attityd och tystnad gällande den spanska sjukan. Josefson kan beskrivas som en högst idealistisk person, driven av optimism, inte minst för sin syn på läkarens uppgift som "samhällsvakt".
Inom läkarkåren fanns det en rad andra respekterade personer som pressen valde att främja. En av dessa var Oskar Medin. Medin uttalade sig i en intervju som svar på ett yttrande av det Svenska Film- och Biografmannasällskapet att upphäva den lokala stängningen av biograferna. I intervjun menar han att det rådde en "influensapanik" bland allmänheten som borde bekämpas. Hans uppmaning till allmänheten var "Trotsa aldrig fara, men visa ej feg fruktan". Läkarkåren var ense om att allmänheten borde lugnas, då rädsla ansågs öka mottaglighet för sjukdomen och medmänniskors vilja att hjälpa smittade. Det fanns dock en rad uppfattningar om hur rädslan skulle bekämpas. Josefson menade att det var allmänhetens rädsla för myndigheter och Medicinalstyrelsens handlingsförlamning som låg till grund för den allmänna "paniken". Hans opponenter menade snarare att orsaken till paniken var pressen och de läkare som offentligt uttalat sig kritiskt mot myndigheter istället för att framföra kritiken direkt till myndigheten.

### Pressdebatten
Inom pressdebatten kan man märka olika perspektiv och tendenser beroende på tidningens politiska färg. Vissa händelser rapporterades generellt, som tragiska dödsfall. Dessa inslag kunde ibland vara ordagranna och den politiska färgen på tidningen märktes endast utifrån ordval. Den tendens som oftast fanns var ett positivt intresse för lokala åtgärder och kritik mot centrala myndigheter och deras uteblivna åtgärder. Detta märks tydligast i de norrländska tidningarna som ofta hade en underton av att vara åsidosatta och missförstådda av de centrala myndigheterna i Stockholm. Vissa tidningar var dock mer förstående och positiva mot myndigheterna, som Västerås lokala tidningar.

### Allmänna debattens drivkrafter och verkan
Den allmänna debatten hade olika drivkrafter i de debatter som rörde epidemins påverkan och hantering. En tydligt genomgående konsensus i alla de olika politiska organ och debatter som pågick var viljan att undvika panik. Detta då man trodde att oroande gav ökad mottaglighet till smitta och minskad välvilja att hjälpa medmänniskor. Tidningarna valde ofta att hålla en dämpad ton om spanska sjukan, istället för braskande rubriker. Myndigheterna införde censur i särskilda fall och undvek att kommentera alltför mycket kring ämnet, samt läkarnas eniga konsensus om detta faktum var alla faktorer som hjälpte till att minska publiciteten kring epidemin. Nämnvärt är även att de allra största utbrotten av epidemin skedde under första världskriget, då tidningarnas framsidor främst avhandlade kriget och uppmärksamheten riktades främst åt militära och politiska händelser i Europa. Detta gav incitament för att minska den publika rapporteringen kring spanska sjukan, något som starkt bidrog till den politiska debatten, då viktigare frågor fanns att diskutera än epidemin.